# Lucien Adès
Pour les articles homonymes, voir Adès.
Lucien Adès est un auteur et producteur de disques français né à Constantine (Algérie) le 20 janvier 1920 et mort à Paris 12e le 17 juillet 1992.

## Biographie
Né dans une famille juive d'Afrique du Nord, il enseigne le français et le latin en collège après des études d'art à l'université d'Alger, puis s'engage en 1942 dans la Résistance et contribue à la préparation du débarquement allié à Alger [réf. nécessaire].
Il s'installe à Paris à la Libération et ouvre une librairie près du parc Monceau. Passionné de littérature enfantine, il a l'idée du premier livre-disque. Fort de son succès, il contacte le représentant de la Walt Disney Company en France, Armand Bigle, et obtient la licence des films produits par la société américaine afin de les adapter au disque (il réalise lui-même un grand nombre de ces adaptations). En 1952, Lucien Adès obtient une licence pour publier des disques racontant les histoires de Disney en France. Jimmy Johnson précise que ce type d'offre n'a été proposé aux États-Unis que plusieurs années plus tard et fut un succès phénoménal. Adès crée sa société de production, les « disques Adès/Petit Ménestrel » en 1953.
S'assurant le concours des plus grands comédiens français, son concept original mêlant narration, extraits de dialogues et chansons du film, est adopté aux États-Unis dès 1957 avec le même succès. Les énormes bénéfices lui permettent parallèlement de produire des enregistrements classiques et des biographies audio de musiciens célèbres. Lucien Adès cède sa société en 1988. Le Petit Ménestrel tombe dans le giron d'Universal Music France (sous distribution Accord), alors que la "division Disney" est rachetée par Walt Disney Records (distribution Disney Hachette Presse).
Il meurt à Paris le 17 juillet 1992 et est nommé Disney Legend en 1997 à titre posthume.